# قزوين (محافظة)

موقع قزوین ضمن ایران

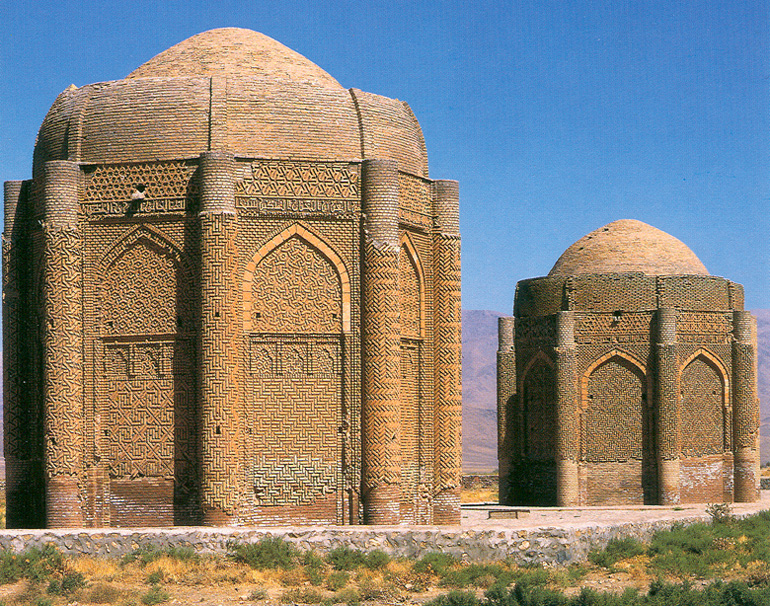
خرقان فی المحافظة قزوین

محافظة قَزوين هي إحدى محافظات إيران الإحدى والثلاثين. تقع في شمال البلاد وعاصمتها مدينة قَزوين. ومعظم سكانها من القومية الأذرية التركية.
 تبلغ مساحة مقاطعة قزوين 15623 كيلومترًا مربعًا.

## التاريخ
قلعة الموت بناها حسن الصباح مؤسس طائفة الحشاشين الإسماعيلية، وفيها عاش الخيام. قصفها واحتلها الروس في الحربين العالميتين الأولى والثانية. ومنها قام البهلويون بالانقلاب الذي أتى بهم للسلطة عام 1921 م.
كانت قزوين موقعًا لعاصمة سابقة للإمبراطورية الفارسية وتحتوي على أكثر من 2000 موقع معماري وأثري. إنها عاصمة محافظة اليوم التي كانت مركزًا ثقافيًا للجماهير عبر التاريخ.
تكشف الاكتشافات الأثرية في سهل قزوين عن وجود مستوطنات زراعية حضرية تعود إلى 7000 قبل الميلاد. اسم «قزوين» أو «كاسبين» مشتق من كاس، قبيلة قديمة عاشت جَنوب بحر قزوين منذ آلاف السنين. في الواقع، يشتق بحر قزوين نفسه اسمه من نفس الأصل. تربط قزوين جغرافيًا طِهران وأصفهان والخليج العربي بساحل بحر قزوين وآسيا الصغرى، ومن ثم موقعها الاستراتيجي على مر العصور.

## الجغرافيا
تغطي المقاطعة 15821 كيلومتر مربع بين 48-45 إلى 50-50 شرق خط الطول غرينتش وخط العرض 35-37 إلى 36-45 شمالًا من خط الاستواء. يحدها من الشمال محافظة مازندران ومحافظة جيلان، ومن الغرب محافظة همدان ومحافظة زنجان، ومن الجَنوب محافظة مركزي، ومن الشرق محافظة البرز.
مناخ المحافظة في المناطق الشمالية بارد ومثلج في الشتاء ومعتدل في الصيف. في المناطق الجنوبية، المناخ معتدل مع فصول شتاء باردة نسبيًا وصيف دفيء.
سهل قزوين له أنواع تاريخية وزراعية وحيوانية واقتصادية وتاريخية مهمة للغاية بين سهول إيران. وهو يستخدم بطاقة الهُوية الإيرانية القديمة في هذا الصدد، فهو يعتقد أن الصناعة الزراعية تبدأ من قزوين ثم تنتشر إلى الشرق وقلب الهضبة الإيرانية.

## اللغة
اللغات الشائعة لشعب المحافظة هي الأذربيجانية والفارسية والتاتية. ومعظم قرى سهل قزوين تتحدث اللغة الأذربيجانية.

## المعالم السياحية الرئيسة
تحتوي محافظة قزوين على أمثلة رائعة للهندسة المعمارية الإيرانية من مختلف العصور. يحتوي قزوين على العديد من الحفريات الأثرية التي يعود تاريخها إلى 9000 عام. وفي وسط المدينة، توجد أنقاض ميمون غلة، أحدى الصروح الساسانية العدّة في المنطقة. تحتوي قزوين على عدد قليل من المباني من العصر الصفوي عندما كانت عاصمة بلاد فارس. ولعل أشهر الصروح الباقية هو قصر علي قابو، وهو اليوم متحف في وسط قزوين.